# Battle Hymn (film)
Battle Hymn is een Amerikaanse dramafilm uit 1957 onder regie van Douglas Sirk. Destijds werd de film in Nederland uitgebracht onder de titel Strijd voor de vrijheid.

## Verhaal
In 1950 wordt kolonel Dean Hess naar Korea gezonden. Hij moet er een vliegbasis aanleggen. Bovendien werkt hij voor de weeskinderen in het plaatselijke dorp uit schuldgevoel voor een Amerikaans bombardement dat het leven kostte aan 37 wezen. Hij wordt zo een spirituele leider.

## Rolverdeling
| Acteur            | Personage             |
| ----------------- | --------------------- |
| Rock Hudson       | Kolonel Dean Hess     |
| Anna Kashfi       | En Soon Yang          |
| Dan Duryea        | Sergeant Herman       |
| Don DeFore        | Kapitein Dan Skidmore |
| Martha Hyer       | Mary Hess             |
| Jock Mahoney      | Majoor Moore          |
| Alan Hale jr.     | Sergeant-gerant       |
| James Edwards     | Luitenant Maples      |
| Carl Benton Reid  | Edwards               |
| Richard Loo       | Generaal Kim          |
| Philip Ahn        | Lun-Wa                |
| Bartlett Robinson | Generaal Timberidge   |
| Simon Scott       | Luitenant Hollis      |
| Teru Shimada      | Koreaanse ambtenaar   |
| Carleton Young    | Majoor Harrison       |